# Спиропентан
Спиропента́н (спиро[2.2]пентан)  —  углеводород с химической формулой C5H8, содержащий в своей структуре два спиросочлененных (соединенных через один общий атом углерода) циклопропановых фрагмента. Спиропентан является простейшим алициклическим соединением спиранового ряда.
После открытия спиропентана в 1887 году прошло несколько лет, прежде чем была определена структура молекулы.
Согласно правилам номенклатуры ИЮПАК для спиросоединений, систематическое название спиропентана — спиро[2.2]пентан. Однако у спиропентана не может быть других структурных изомеров, поэтому название, как правило, указывается без скобок и цифр.

## История открытия
После того, как Гавриил Густавсон получил циклопропан путем взаимодействия 1,3-дибромпропана с измельченным цинком,
он провел  аналогичную  реакцию с 2,2-ди(бромметил)-1,3-дибромпропаном, который  может быть получен реакцией пентаэритрита с бромоводородной кислотой. В результате реакции элиминирования было получено соединение состава C5H8, для которого изначально была предложена структура метиленциклобутана (винилтриметилена).  В 1907 году Фехт высказал предположение о том, что полученный в ходе этой реакции углеводород содержит два трехчленных цикла, соединенных через один общий атом углерода, и, таким образом,  отосится к классу спиросоединений, ранее описанных в работе фон Байера.  Правильность этого предположения была далее подтверждена  Зелинским, который получил спиропентан встречным синтезом из 1,1-ди(бромметил)циклопропана:
Спиропентан трудно отделить от побочных продуктов реакции (2-метил-1-бутена, 1,1-диметилциклопропана, метиленциклобутана), поэтому первые попытки его получения приводили к получению смесей продуктов. Позднее чистый спиропентан был выделен методом перегонки.

## Строение
Структурный анализ с помощью дифракции электронов показал в спиропентане различие длины C—C-связей: связи с четвертичным («спиро») атомом углерода короче (146,9 пм), чем между метиленовыми группами (CH2–CH2, 151,9 пм).
Углы C–C–C при спироатоме C составляют 62,2°, что больше, чем в циклопропане.

## Химические свойства
При нагревании молекул спиропентана, меченных атомами дейтерия, наблюдается реакция топомеризации или «стереомутации», аналогичная реакции циклопропана: цис-1,2-дидейтериоспиропентан находится в равновесии транс-1,2-дидейтериоспиропентаном.
Густавсон в 1896 году сообщил, что нагрев спиропентана до 200 °C приводит к его превращению в другие углеводороды. Термолиз спиропентана в газовой фазе от 360 до 410°C ведет  к его перегруппировке с расширеним цикла в структурный изомер - метиленциклобутан; побочно происходит  образование  продуктов фрагментации -  этена и пропадиена. Предположительно, в процессе перегруппировки в метиленциклобутан более длинная и более слабая связь между метиленовыми фрагментами спиропентана разрывается первой, образуя бирадикальный интермедиат.